# Xanthostemon sebertii
Xanthostemon sebertii (лат.) — вымерший к 1998 году вид двудольных цветковых растений рода Xanthostemon семейства Миртовые (Myrtaceae). Впервые описан французским ботаником Андре Гийоменом в 1934 году.

## Распространение, охранный статус
Эндемик Новой Каледонии, который был распространён на юго-востоке «главного» острова архипелага. Встречался в основном на лесных участках.
Экземпляры растения отмечались всего трижды, в районе залива Прони. В предыдущем столетии вид не был в дальнейшем обнаружен, несмотря на часто проводившиеся в той части архипелага исследовательские экспедиции. С 1998 года Xanthostemon sebertii считают вымершим видом.

## Описание
Фанерофит.
Кустарник высотой 4—7 м.
Молодые ветви были покрыты волосками.
Листья черешковые, кожистые, эллиптической формы с острой верхушкой, опушённые в нижней части; размер 7—15 × 2,5—5 см.
Цветки красные, с 25—30 тычинками, были собраны в простые соцветия с 1—2 цветками в каждом.
Плод — коробочка.